# キエヴラン駅

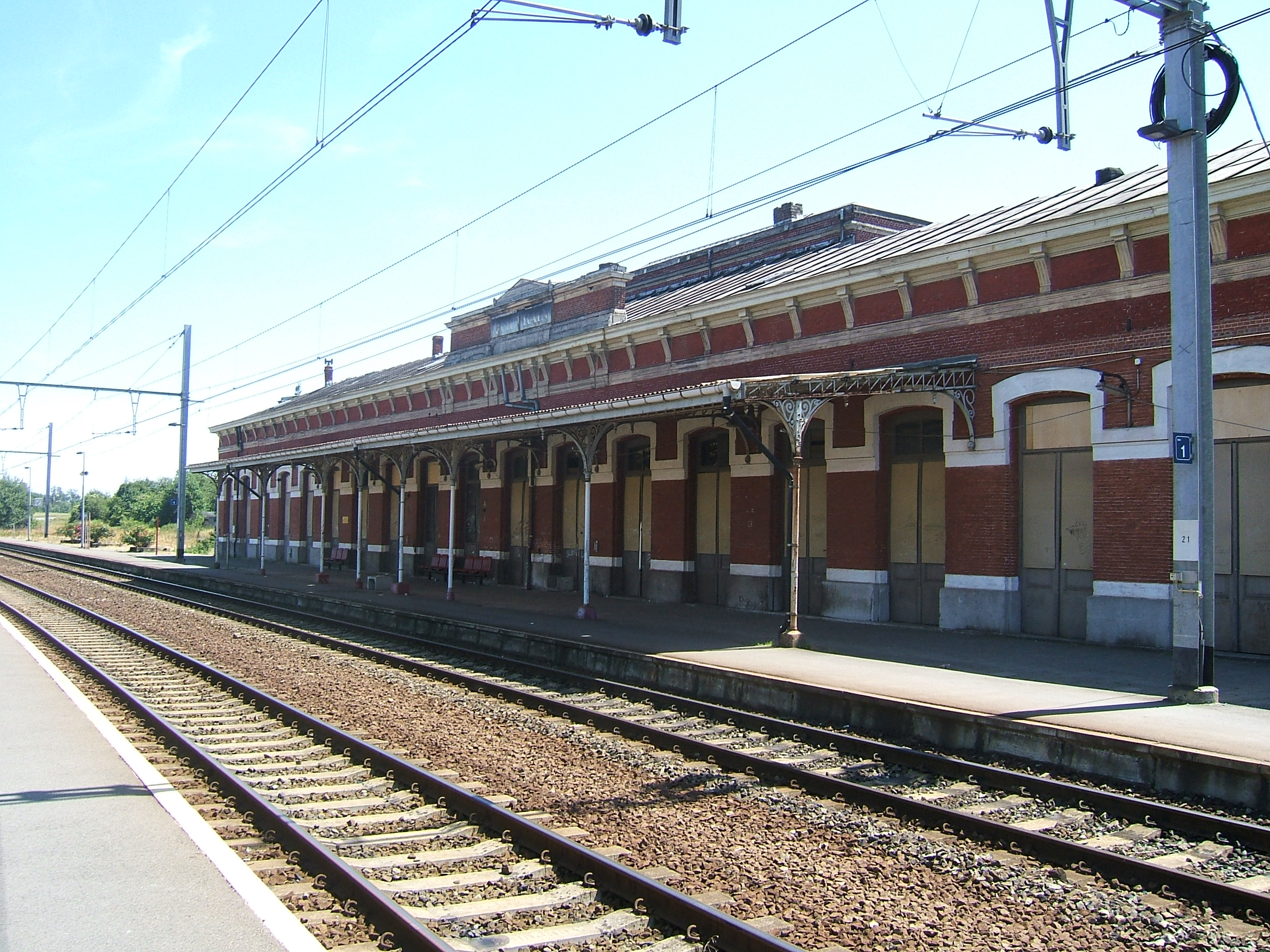
キエヴラン駅

キエヴラン駅 (Station Quiévrain) はベルギーワロン地域にあるベルギー国鉄97号線の鉄道駅である。開業は1842年8月7日で電文コードFQが付与されている。

## 駅データ
- 開業年 1842年8月7日
- 駅コード FQ
- 乗り入れ路線 97
- 番線数 2

座標: 北緯50度24分36秒 東経3度41分12秒 / 北緯50.41度 東経3.6867度